# Cephalobellus fluxi
Cephalobellus fluxi är en rundmaskart som beskrevs av Dale 1966. Cephalobellus fluxi ingår i släktet Cephalobellus och familjen Thelastomatidae. Inga underarter finns listade i Catalogue of Life.